# 安·多
安·多（英語：Anh Do，1977年6月2日—）是越南裔澳洲演員、喜劇演員、作家和畫家。他曾參與和主持過許多澳洲電視節目，像是《Thank God You're Here》和《Anh Does》。他也出演過許多澳洲電視劇和電影，其中有多部電影由他的弟弟科阿·多執導，例如《Footy Legends》。

## 獎項
- 2011年—澳洲獨立出版社（Australian Independent Bookseller）[2]
  - 年度最佳個人出版書籍（最快樂的難民）
  - 年度最佳個人出版非虛構書籍（最快樂的難民）
- 2011年—澳洲書籍出版業獎（Australian Book Industry Awards）[3]
  - 年度最佳書籍（最快樂的難民）
  - 年度最佳傳記[註 1]（最快樂的難民）
  - 年度最佳新人（最快樂的難民）
- 2011年—Nielsen BookData[4]
  - 出版社之選（最快樂的難民）
- 2012年—澳洲獨立出版社[2]
  - 年度最佳個人出版兒童書籍（小難民）
- 2014年—澳洲書籍出版業獎[5]
  - 年度最佳兒童書籍（WeriDo）
- 2014年—澳洲書籍設計師協會（Australian Book Designer Association）[6]
  - 年度最佳設計兒童虛構書籍（WeriDo）
  - 兒童／青少年書籍封面設計師之選（WeriDo）
- 2014年—樹熊獎（KOALA Awards）[7]
  - 榮譽年長讀者虛構書籍（WeirDo）
- 2015年—樹熊獎[8]
  - 榮譽年長讀者虛構書籍（WeriDo3 Extra Weird!）
- 2016年—樹熊獎[9]
  - 榮譽年長讀者虛構書籍（WeirDo5 Totally Weird!）
- 2017年—阿奇博獎（英语：Archibald Prize）[10]
  - 人民之選（《JC》——傑克·查爾斯（英语：Jack Charles）的肖像畫）

## 出演作品

### 電視劇
- Double the Fist（英语：Double the Fist）（2008年）
- Kick（英语：Kick (TV series)）（2007年）
- Pizza（英语：Pizza (TV series)）（2005年－2007年）
- Blue Water High（英语：Blue Water High）（2005年）
- All Saints（英语：All  Saints (TV series)）（2003年）
- Don't Blame Me（英语：Don't Blame Me (TV series)）（2002年）
- SeaChange（英语：SeaChange）（2000年）

### 電影
- Crooked Business（英语：Crooked Business）（2008年）
- Footy Legends（英语：Footy Legends）（2006年）
- Solo（英语：Solo (2006 film)）（2006年）
- Little Fish（英语：Little Fish (2005 film)）（2005年）
- The Finished People（英语：The Finished People）（2003年）

### 電視節目
- Anh's Brush with Fame（英语：Anh's Brush with Fame）（2016年－2021年）
- Long Lost Family（英语：Long Lost Family (Australian TV series)）（2014年－2016年）
- Anh Does（英语：Anh Does）（2012年－2015年）
- The Matty Johns Show（英语：The Matty Johns Show）（2012年）
- Pictures of You（英语：Pictures of You (TV series)）（2012年）
- Talking Heads（英语：Talking Heads (Australian TV series)）（2010年）
- Top Gear Australia（英语：Top Gear Australia）（2009年）
- The Squiz（英语：The Squiz）（2009年）
- Made in China（2008年）
- Deal or No Deal（英语：Deal or No Deal (Australian game show)）（2007年）
- Dancing with the Stars（英语：Dancing with the Stars）（2007年）
- Thank God You're Here（英语：Thank God You're Here）（2006年－2007年）
- Short and Curly（2006年－2007年）
- The NRL Footy Show（英语：The Footy Show (rugby league)）

## 出版書籍
- 《最快樂的難民》（The Happiest Refugee）[書 1]；作者：安·多；出版：Allen & Unwin（英语：Allen & Unwin）；發售日期：2010年9月1日；ISBN 978-1-74-237238-9
- 《小難民》（The Little Refugee）[書 2]；作者：安·多、蘇姍·多；插畫：布魯斯·華特利；出版：Allen & Unwin；發售日期：2011年11月1日；ISBN 978-1-74-237832-9
- 《WeirDo》系列；作者：安·多；插畫：吉爾斯·費柏（英语：Jules Faber）；設計：Nicole Stofberg；出版：學樂

## 註解
1. ↑  共同得獎者為保羅·凱利的傳記《How to Make Gravy》

## 外部連結
- 官方网站 （英文）
- 安·多的Facebook專頁（英文）
- 安·多在互联网电影资料库（IMDb）上的資料（英文）